# Jacques Désiré Leandri
Pour les articles homonymes, voir Leandri.
Jacques Désiré Leandri, né le 12 juillet 1903 à Sartène en Corse et mort le 10 mai 1982 à Paris, est un botaniste et mycologue français.